# Tweehonderd miljoen jaar A.D.
Tweehonderd miljoen jaar A.D. (Engels: The Book of Ptath) is een sciencefictionroman uit 1947 van de Canadese schrijver A.E. van Vogt. Het boek verscheen oorspronkelijk als een serie in 1943 in het tijdschrift Unknown.

## Verhaal
Ptath is een berooide godfiguur in een verre toekomst. Hij is de reïncarnatie van Holroyd, een gevechtspiloot wiens vliegtuig neerstortte in 1944 tijdens een luchtgevecht in de Tweede Wereldoorlog. Hij moet strijden tegen een van zijn vrouwen, de godin Izvestia, om de heerschappij te herwinnen van het land Gonwonlane.